# BMW IV

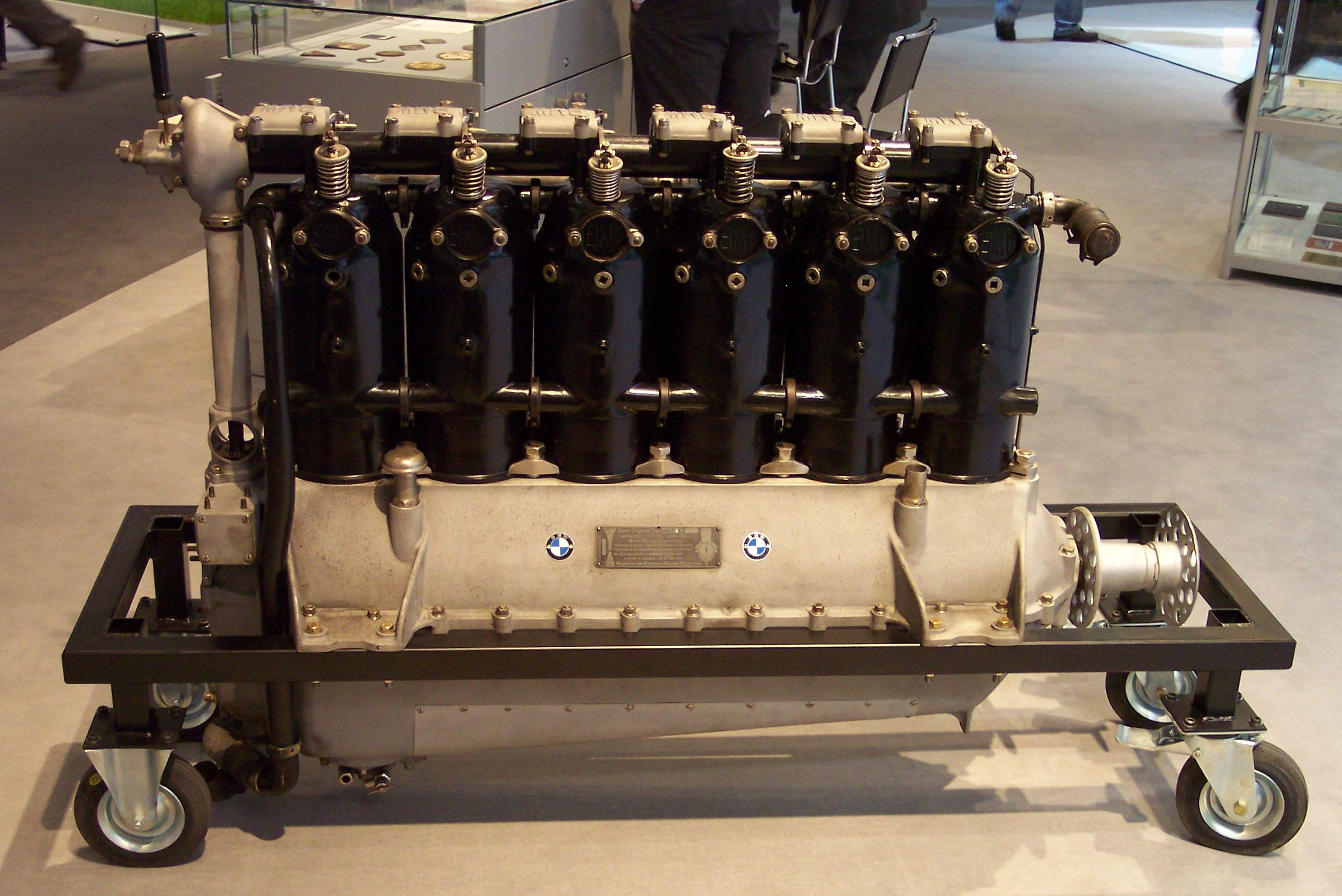
BMW IV

BMW IV は1920年代にドイツのBMWで製造された航空機用水冷直列6気筒エンジンである。

## 概要
BMW IV は、BMW IIIa のボアを拡大しシリンダー容積を増やした物である。出力は250 hp（180 kW）だった。
BMW IV はユンカースでL2としてライセンス生産されL5の母体となった。
BMW IV を元にV型に設計変更し、気筒数を2倍にした発展型がBMW VI である。
1919年に先駆的飛行家であるフランツ・ツェノ・ディーマーはBMW IV 搭載機によって、高度32,000 ft（高度9750 m）到達の記録を樹立した。この歴史的飛行はBMW IIIa エンジンによって樹立された輝かしい記録を塗り替えるものだった。当時ディーマーは「私はもっと上昇する事ができたが携行した酸素が充分ではなかった」と語っている。このようにBMW IV の高々度性能は当時としては非常に優れたものであった。
日本でもBMW IV の高性能に着目し、1920年（大正9年）に川崎によって研究用に数台が輸入されており、1924年（大正13年）に川崎とBMWの間でBMW IV のライセンス契約が結ばれている。
このとき輸入された研究用のBMW IV は後に戦車用に改造されて陸軍に納入されている。

## 主な搭載機
- アラド SC I
- アルバトロス L 72
- ユンカース A 35
- ユンカース F.13
- ロールバッハ Ro.VIII
- 九一式重戦車
- 九五式重戦車